# Соловьёв, Андрей Борисович
Андрей Борисович Соловьёв (1953 — 27 сентября 1993) — советский и российский фотожурналист.

## Биография

Могила Соловьёва на Ваганьковском кладбище

Родился в 1953 году. В 1969 году окончил школу. Учился в архитектурном институте, но не окончил его, и, будучи фотографом-любителем, в 1987 году пришёл на работу в Фотохронику ТАСС. Параллельно сотрудничал с американским информационным агентством Ассошиэйтед Пресс.
Андрей Соловьев часто бывал в командировках в горячих точках бывшего СССР, в том числе Нагорном Карабахе, Приднестровье, Таджикистане, Узбекистане, Южной Осетии. Он снимал последствия землетрясения в Армении, был в командировке в Румынии во время свержения режима Чаушеску и в Ираке во время войны в Персидском заливе.
Работы Андрея Соловьева были не раз отмечены престижными наградами в области фотографии, в том числе на ежегодном конкурсе «World Press Photo» в Амстердаме.
Во время командировок неоднократно получал ранения, но, тем не менее, продолжал работу. Был убит 27 сентября 1993 года выстрелом грузинского снайпера во время боя у Дома правительства в Сухуми, Абхазия.
За мужество и отвагу при выполнении профессионального долга ему посмертно присвоено звание Героя Абхазии.
Посмертно награждён орденом «За личное мужество».

## Память
Похоронен в Москве на Центральной аллее Ваганьковского кладбища.